# Калиптра василистниковая
Калиптра василистниковая (Calyptra thalictri) — вид бабочек из семейства Erebidae.

## Описание
Длина переднего крыла 20—22 мм. Размах крыльев 35—49 мм. Передние крылья коричневого цвета с более светлым и резко ограниченным внешним полем и характерным лопастевидным выростом, который располагается на внутренним крае крыла. Задние крылья и брюшко светло-серые.

## Ареал
Южная Европа, средняя полоса и юг Восточной Европы, Кавказ, Малая и Средняя Азия, Казахстан, Сибирь, Дальний Восток.

## Биология
Бабочки встречаются на влажных и сухих лугах, лесных полянах и опушках, в пойменных лесах, лесостепных дубравах, по берегам водоёмов, зарослях кустарников. Время лёта бабочек длится с начала июля до начала сентября. Бабочки способны зазубренным хоботком прокалывать кожу млекопитающих, в том числе человека, и сосать кровь. Гусеницы развиваются с осени до мая следующего года, зимуют. Кормовые растения гусениц — василистник: Thalictrum flavum и Thalictrum minus, также имеются данные о питании гусениц на некоторых видах плодовых деревьев.